# Nilsirivier
Nilsierivier (Zweeds – Fins: Nilsijoki) is een rivier annex beek, die stroomt in de Zweedse  gemeente Kiruna. De rivier ontstaat op de zuidelijke hellingen van de bergen, die de grens vormen van Zweden met Noorwegen. De rivier stroomt naar het zuiden en belandt na zeven kilometer in de Kummarivier.
Afwatering: Nilsirivier → Kummarivier →  Könkämärivier →  Muonio → Torne → Botnische Golf